# Anthonie Pieter Schotel
Antonie Pieter Schotel (Dordrecht, 5 september 1890 - Laren, 1958) was een Nederlands schilder.

## Leven en werk
Schotel, afstammeling van de bekende zeeschilder Johannes Christiaan Schotel, wilde van jongs af aan schilder worden. Hij begon te werken in de marmerzagerij van zijn vader. In 1901 kreeg hij zijn eerste en enige schilderslessen, van Hermanus Gunneweg. Volgens de wens van zijn ouders werkte hij aanvankelijk in de handel, tot hij op 25-jarige leeftijd een atelier huurde aan de Bomkade in Dordrecht. Zijn lievelingsonderwerp was de rivier en de schepen daar op. Hij was een romantisch impressionist. Hij vertrok in 1926 naar Volendam; van 1929 tot 1958 woonde hij in Laren. Op zijn eerste doeken overheersen een grijzige toon en een stemmige sfeer. Hij werd beïnvloed tijdens reizen naar Frankrijk en door de Belgische schilder Maurice Sys (1880-1972), die hij rond 1920 leerde kennen. Vanaf het begin van zijn artistieke loopbaan was Schotel al een bekende kunstenaar, vooral vanwege zijn vele schilderijen van (botters en andere zeilschepen op) de Zuiderzee en havengezichten van plaatsen langs de Franse kust, die hij tijdens zijn reizen bezocht.

## Werk in (openbare) collecties
- Dordrechts Museum
- Zuiderzeemuseum, Enkhuizen
- rijkscollectie (RCE)

In 2012 vond in het Dordrechts Museum een overzichtstentoonstelling plaats van het werk van Schotel.
- Bibliothèque nationale de France: cb13568306h (data)
- Biografisch Portaal: 39684803
- Gemeinsame Normdatei: 1023903261
- International Standard Name Identifier: 0000 0000 6655 2650
- Library of Congress Control Number: no2012100023
- Nederlandse Thesaurus van Auteursnamen: 308686861
- RKD-Nederlands Instituut voor Kunstgeschiedenis: 71055
- Système universitaire de documentation: 17994116X
- Union List of Artist Names: 500085372
- Virtual International Authority File: 74018720
- WorldCat: E39PBJxcXYdqhMQ7HrpdgFgkDq